# ريتشارد إي. هايدن
ريتشارد إي. هايدن (بالإنجليزية: Richard E. Hayden)‏ هو مهندس فضاء جوي ومهندس أمريكي، ولد في 23 مارس 1946.